# John Blanke
John Blanke (également écrit Blancke ou Blak) (fl. 1501 — 1511) est un musicien noir du début du XVIe siècle qui exerça à Londres.

## Biographie
Il arriva probablement à Londres comme serviteur africain de Catherine d'Aragon en 1501. Il est l'un des premiers Noirs anglais dont il existe une trace écrite en Angleterre depuis la fin de la période romaine. Son nom pourrait être une référence à la couleur de sa peau, dérivé du mot black (noir en anglais) ou du mot français blanc[réf. nécessaire].
L'historien Onyeka Nubia (en) a écrit sur les origines possibles de John Blanke dans un ouvrage publié en 2013 intitulé Blackamoores: Africans in Tudor England, their Presence, Status and Origins (en) et dans deux articles, « Tudor Africans: What’s in a Name? » en octobre 2012 pour le magazine History Today et « The Missing Tudors. Black People in 16th Century England » pour BBC History Magazine (en) en juillet 2012.
On sait peu de choses de la vie de Blanke sinon qu'il était payé « 8d » par jour par Henry VII, un document des comptes du Treasurer of the Chamber signale également un paiement de 20 shillings à « John Blanke, the blacke trumpeter » comme salaire pour le mois de novembre 1507, avec des paiements du même montant continuant tous les mois de cette année.
Blanke est probablement la personne noire représentée deux fois dans le Westminster Tournament Roll, un manuscrit enluminé de soixante pieds de long, présent maintenant au College of Arms, qui enregistre la procession royale du tournoi somptueux qui a eu lieu les 12 et 13 février 1511 pour célébrer la naissance d'Henri Tudor, fils de Catherine d'Aragon et d'Henri VIII. Blanke apparaît dans ce document comme l'un des six trompettistes du cortège royal. Les six trompettistes sont à cheval, portant une livrée jaune et grise jouant d'une trompette décorée avec le blason royal. Blanke est le seul représenté portant un turban marron et jaune alors que les autres sont tête nue. Il apparaît une seconde fois dans le parchemin, à l'arrière de la procession, portant un couvre-chef vert et doré.
Des trompettistes et des joueurs de tambours noirs sont signalés dans d'autres villes à la Renaissance, dont un trompettiste sur le bateau royal Barcha à Naples en 1470, un trompettiste au service de Cosimo de' Medici, noté comme galérien, en 1555 et des joueurs de tambour à la cour de Jacques IV à Édimbourg.